# Ronzina
Ronzina (in sloveno Ročinj, in friulano Roncine) è un centro abitato della Slovenia, frazione del comune di Canale d'Isonzo.

## Storia
Il centro abitato apparteneva storicamente alla Contea di Gorizia e Gradisca, come comune autonomo; era noto con il toponimo italiano di Ronzina e con quello sloveno di Ročinj. Già in epoca asburgica includeva la frazione di Doblar.
Dopo la prima guerra mondiale passò, come tutta la Venezia Giulia, al Regno d'Italia; il comune di Ronzina (comprendente la frazione di Doblar) venne inserito nel circondario di Gorizia della provincia del Friuli. Nel 1927 passò alla nuova provincia di Gorizia.
Nel 1928 il comune di Ronzina venne soppresso e aggregato a quello di Canale d'Isonzo.
Dopo la seconda guerra mondiale il territorio passò alla Jugoslavia; attualmente Ronzina è frazione del comune di Canale d'Isonzo.